# Вертинский (сериал)
«Верти́нский» — российский музыкально-биографический драматический телесериал Авдотьи Смирновой о русском шансонье Александре Вертинском. Главную роль в нём сыграл Алексей Филимонов. Премьерный показ проходил в онлайн-кинотеатре Kion с 13 сентября по 25 октября 2021 года. «Вертинский» был высоко оценён критиками, стал лауреатом премии «Золотой орёл» в номинации «Лучший сериал онлайн-платформ».

## Сюжет
В центре сюжета судьба русского шансонье Александра Вертинского. Сериал открывается сценой, в которой 25-летний Вертинский позирует обнажённым для художников-студентов и зарабатывает на кокаин, свободно продающийся в это время в аптеках. После революции он уезжает из России, живёт и выступает в Константинополе, Париже, Берлине, Нью-Йорке, Лос-Анджелесе, Харбине, Шанхае, потом возвращается в военный СССР 1943 года.
Жизнь артиста рассказана через его главные песни: каждая серия построена как обширный пролог к одному из звучащих в финале концертных номеров Вертинского. Так, «Кокаинетка» звучит после предполагаемого самоубийства сестры артиста, пережившей несчастную любовь и пристрастившейся к наркотикам. Антивоенная песня «Юнкерам» («То, что я должен сказать») звучит после расстрела юнкеров в московском Кремле и закрывает вторую серию. В сериале звучат песни «В степи молдаванской…», «Лиловый негр», «Танго „Магнолия“», «Без женщин», «Над розовым морем», «Жёлтый ангел», «Доченьки», «Я всегда был за тех…».
Список и описание серий
| № серии | Премьера   | Описание серии |
| ------- | ---------- | --- |
| 1       | 13.09.2021 | Действие разворачивается в Москве в 1915 году. Эстрадный артист и начинающий литератор Александр Вертинский мечтает о славе и проводит время в компании друзей. Первая мировая война и личное горе заставляют его быстро повзрослеть. Появляется новый сценический образ Вертинского — грустный клоун Пьеро.              |
| 2       | 13.09.2021 | Революция 1917 года находит отражение в творчестве Вертинского. Это грозит артисту большими неприятностями. |
| 3       | 20.09.2021 | В 1920 году Вертинский живёт в Константинополе. Он заводит роман с русской певицей Еленой Павловной, получает приглашение на работу в ресторане-кабаре для эмигрантов. Артист планирует переезд в Париж. |
| 4       | 27.09.2021 | Вертинский оказывается в тюрьме из-за незаконного пересечения румынской границы. Там он создаёт одну из своих самых известных «ариеток». Выйти на свободу ему помогает старый знакомый. После переезда в Париж артист получает мировой успех и материальное благополучие.                                                 |
| 5       | 04.10.2021 | Вертинский пребывает в творческом и эмоциональном кризисе, публика теряет интерес к его выступлениям. Друзья пытаются вернуть Вертинскому радость от жизни и организовывают гастроли, которые ненадолго отвлекают его от плохих мыслей. Встречи со старыми знакомыми побуждают артиста задуматься о возвращении в Россию. |
| 6       | 11.10.2021 | 1933 год. Вертинский живёт в Берлине. Он является совладельцем заведения для русских эмигрантов, крутит роман с Марлен Дитрих. В этот период артист подаёт прошение о возвращении на родину. |
| 7       | 18.10.2021 | В 1937 году Вертинский живет в Лос-Анджелесе на вилле Марлен Дитрих. Та помогает ему начать кинокарьеру. Несмотря на шикарные условия, Вертинский чувствует себя очень одиноким: он устал от бесконечных выступлений, на него давит очередной отказ во въезде в СССР.                                                     |
| 8       | 25.10.2021 | Вертинский получает разрешение на въезд в СССР и в 1943 году возвращается с семьёй на родину, где не был больше 20 лет. Несмотря тревоги, он счастлив. |

## В ролях
| Актёр             | Роль                                                                              |
| ----------------- | --------------------------------------------------------------------------------- |
| Алексей Филимонов | Александр Вертинский                                                              |
| Степан Девонин    | Александр Осьмёркин, друг Александра, художник-авангардист                        |
| Сергей Уманов     | Константин (Костя) Алексеевич Агеев, друг Александра, русский и советский поэт    |
| Юлия Марченко     | Надя Вертинская сестра Александра, звезда русского синематографа                  |
| Александр Устюгов | Сергей Евгеньевич (Серж) театральный актёр, возлюбленный Нади                     |
| Павел Ерлыков     | Иван Мозжухин друг Александра, киноартист                                         |
| Паулина Андреева  | Вера Холодная киноактриса                                                         |
| Антон Гриценко    | Владимир Николаевич Холодный муж Веры, офицер                                     |
| Анна Михалкова    | Александра Бурковская, агент советских спецслужб                                  |
| Джон Шемякин      | муж Бурковской                                                                    |
| Павел Чинарёв     | Василий Рощин герой-фронтовик                                                     |
| Анна Рыцарева     | Маша Рощина сестра милосердия                                                     |
| Алёна Бабенко     | Елена Павловна или „Цыганка Глаша“ певица и жена белого генерала                  |
| Сергей Рост       | Владимир Евгеньевич Соломатин популярный московский антрепенёр                    |
| Анна Виллер       | Татьяна Вадимовна вдова белого генерала                                           |
| Геннадий Смирнов  | пианист Михаил Иванович Поляков парижский антрепренёр и аккомпаниатор Вертинского |
| Екатерина Щеглова | Раля (Рахиль Даниэлевна) Полонская первая жена Вертинского                        |
| Фёдор Лавров      | Никола Карагеоргиевич сербский князь, лейб-гвардии казак                          |
| Никита Кологривый | Вацек международный аферист                                                       |
| Леонид Алимов     | Юрий Морфесси                                                                     |
| Артур Харитоненко | Чебаченко руководитель советской делегации в Париже                               |
| Виктория Исакова  | Марлен Дитрих                                                                     |
| Кирилл Сёмин      | Рудольф Зибер муж Марлен Дитрих                                                   |
| Иван Шибанов      | Курт Шлегель                                                                      |
| Михаил Трухин     | Егор Никитич Бачуров 3-й секретарь посольства СССР в Берлине                      |
| Наталья Рогожкина | Мира Григорьевна жена Егора Бачурова                                              |
| Екатерина Вилкова | малышка Буби, друг и партнёр Александра                                           |
| Вадим Сквирский   | Вячеслав Молотов                                                                  |

| Актёр                 | Роль                                                |
| --------------------- | --------------------------------------------------- |
| Анна Мишина           | Лида Циргвава вторая официальная жена (с 1943 года) |
| Ксения Раппопорт      | Лидия Павловна мама Лиды                            |
| Полина Виторган       | Галя подруга Лиды                                   |
| Ваган Сароян          | Лёвка друг Лиды и Гали                              |
| Александр Павельев    | Моллерс начальник Лиды и Гали                       |
| Евгений Муравич       | Евгений Семёнович советский консул в Шанхае         |
| Андрей Смирнов        | Илья Иванович отец Мозжухина                        |
| Арина Утробина        | Женя Холодная дочь Веры                             |
| Оливия Ганус          | Саша Холодная дочь Веры                             |
| Александра Бражникова | Арцыбушева                                          |
| Кирилл Лопаткин       | Иван Мясоедов                                       |
| Анастасия Евланова    | Эльза                                               |
| Василий Копейкин      | Михеев                                              |
| Геннадий Алимпиев     | Андрей швейцар                                      |
| Орхан Абулов          | Арслан шофёр в Дербенте                             |
| Анна Филипцева        | Наташа                                              |
| Илья Иосифов          | Бекетов                                             |
| Наталья Батрак        | Марья Тимофеева                                     |
| Леонид Громов         | фельдшер                                            |
| Анастасия Пальчикова  | Маруся-марафетчица                                  |
| Максим Жегалин        | Сергей Дмитриевич Масленников поэт                  |
| Илья Дель             | Поплавский                                          |
| Александр Алябьев     | Довид Кнут                                          |
| Данила Ипполитов      | Люк возлюбленный Полякова                           |
| Анна Меламед          | Ида Львовна компаньонка Александра                  |
| Владимир Глазков      | Борис Яковлевич муж Иды Львовны                     |
| Фон Габи              | фрау Штрумпфе домовладелица                         |
| Евгения Лавренова     | Лиза певица                                         |
| Александр Баргман     | Арам Ашотович                                       |
| Кристина Убелс        | Нелли бар-гёрл                                      |
| Михаил Брашинский     | Давид Железнов кинорежиссёр                         |
| Евгений Карпов        | Малофеев                                            |
| Алексей Смирнов       | Михаил Брохес аккомпаниатор Александра              |
| Виталий Коваленко     | Изюмов концертный администратор Александра          |
| Анастасия Немец       | Антонина Михайлова бывшая жена Кости Агеева         |
| Андрей Щёткин         | Константин Симонов                                  |
| Валерий Малюшин       | Гамзатов                                            |
| Николай Юшкевич       | Лев Михайлович Хинчук                               |

## Производство и премьера
Идея фильма возникла у младшей дочери шансонье Анастасии Вертинской и генерального директора «Первого канала» Константина Эрнста. В 2014 году Вертинская обратилась к Эрнсту с предложением экранизировать биографию её отца и использовать для фильма семейный архив. Над сценарием работали Авдотья Смирнова вместе с Анной Пармас при участии писателя-историка Джона Шемякина. Сценарий вскоре был готов, но из-за валютного кризиса 2014 года реализацию проекта отложили на несколько лет. Работа над сериалом возобновилась в самом конце 2018 года, когда финансовую помощь «Вертинскому» оказали предприниматели Роман Абрамович и Сергей Адоньев. Режиссёром стала Авдотья Смирнова, производством занялась кинокомпания «Глобус-фильм». Консультантом сериала стал историк эмиграции Иван Толстой, Анастасия Вертинская поделилась личными воспоминаниями об отце.
Эта история про то, что если быть человеком по-настоящему добрым и умеющим сочувствовать и сочувствовать без осуждения, то есть шанс прожить хорошую, удачливую жизнь. У Вертинского была чрезвычайно высокая степень эмпатии: способность пожалеть, посочувствовать, увидеть другую судьбу. Мне кажется, что в этом одна из его магических черт, и мы взяли её за основу его характера. «Вертинский» — это сериал про доброту и жалость.режиссёр Авдотья Смирнова
Кастинга на роль Вертинского не было: с самого начала Смирнова видела в этой роли только Алексея Филимонова. Музыкальные партии Филимонов исполнял сам, для этого он три месяца занимался вокалом. По словам актёра, наибольшая сложность в работе над фильмом состояла в том, что зачастую в течение одного съёмочного дня приходилось играть и юного, и зрелого, и пожилого Вертинского; нанесение грима занимало по 2,5-3 часа. Главные женские роли получили Паулина Андреева (Вера Холодная) и Виктория Исакова (Марлен Дитрих).
Съёмки сериала проходили в трёх странах: Париж снимали в Будапеште и Санкт-Петербурге, Голливуд и Берлин — в Стамбуле, Шанхай — в построенных декорациях в Петербурге. В воссоздании истории были задействованы 368 объектов, 36 крупных декораций, включая макет Шанхая длиной 400 метров, 364 персонажа с репликами, в массовке участвовали 8,5 тысяч человек, за съёмки отвечали 135 членов постоянной группы, во всём проекте были задействованы 665 человек. Сериал стал одним из самых дорогих проектов «Первого канала».
Значительную роль в воссоздании духа эпохи сыграли костюмы. За внешний вид мужчин, персонажей второго плана и массовки отвечал Дмитрий Андреев, нарядами героинь и сценическим костюмом Пьеро занималась Светлана Тегин. Она же собирала реквизит по европейским антикварным лавкам. С коллекцией фраков из своей коллекции Светлане Тегин помог историк моды Александр Васильев.
Для сериала были запланированы сразу две премьеры. Первая — на платформе Kion для аудитории 18+, вторая — на «Первом канале», для аудитории 12+, без эротических сцен и с сокращёнными эпизодами. По словам Константина Эрнста, целью было «охватить два типа аудитории: продвинуто-толерантную и классическую, немного старомодную. Фигура Вертинского идеальна с этой точки зрения». Генеральный директор Kion Игорь Мишин высказался о «Вертинском» как о первом проекте среди множества, которые будут выходить по схеме catch forward.
8 сентября 2021 года состоялся премьерный показ двух серий «Вертинского» в кинотеатре «Художественный», с 13 сентября эти же серии стали доступны в онлайн-кинотеатре Kion. Последующие эпизоды выходили по понедельникам до 25 октября включительно. Первый телевизионный показ фильма начался 29 ноября 2021 года на «Первом канале».
В фильме зритель смотрит на весь XX век глазами Вертинского — грустного клоуна. Вообще, весь фильм целиком — это попытка осмыслить события XX века с точки зрения XXI века.продюсер Константин Эрнст

## Оценки
Кинокритик Михаил Трофименков назвал «Вертинского», несмотря на восьмичасовой формат, не сериалом, а полноценным фильмом, в котором «визуальная роскошь может сочетаться с чувственной, атмосферной достоверностью эпохи». По его словам, «Вертинский» «отменяет всё, что снято в России о судьбах людей в омуте XX века. Отказавшись от унылого потока жизнеописания, Смирнова просто — настолько просто, что до неё никто не додумался,— структурирует жизнь героя через его песни», она «даже в самые бурлескные моменты эпопеи, богатой на отменные гэги, демонстрирует абсолютный исторический вкус, чувство эпохи». Это же критик увидел в декорациях: «они резко контрастируют друг с другом, но вместе составляют единую эстетику».
По мнению Алексея Васильева (журнал «Сеанс») Смирновой на примере Вертинского хотелось показать, что в «мире, где насилие и дискриминация склонны множиться и вешать амбарные замки на границы, паспортом служат доброжелательность и милосердие, а якорем — творчество и открытость для любви».
Рецензенты отмечали некоторые исторические несоответствия — в частности, вымышленную любовную линию с Верой Холодной и привнесённый сюжет с двойным агентом Бурковской. В то же время отмечалось, что «сериал похож не столько на байопик, старающийся придерживаться „правды жизни“, сколько на „жестокий романс“, в духе тех песен, которые герой исполнял по ресторанам. В соответствии с законами этого жанра „Вертинский“ полон мелодраматических преувеличений», но «сделан с неместной дотошностью». Михаил Трофименков сравнивает «Вертинского» с «классическим плутовским романом, который историки литературы трактуют как сниженное отражение странствий средневекового рыцаря». С другой стороны, кинокритик Алексей Гусев, поддерживая это сравнение, считает его не соответствующим герою и материалу: «История артиста, для нескольких поколений бывшего иконой стиля и обломком былых времен, превращена здесь в плутовской роман-фельетон о похождениях нежного повесы […]. Что, конечно, может рассказать о нашем герое что угодно, кроме двух вещей: почему он артист и при чем тут стиль».
Критика положительно оценила подбор актёров, в частности Алексея Филимонова, который «вписывается в образ декадентствующего Вертинского очень удачно». Отдельно отмечена работа композитора Игоря Вдовина, который «сочинил для фильма целую симфонию, со сквозными лейтмотивами, трансформацией стилистики в зависимости от места и времени действия».
Сериал занял третье место в списке «Лучшие отечественные сериалы 2021 года», который ежегодно составляет Кино-театр.ру. Он стал лауреатом премии «Золотой орёл» в номинации «Лучший сериал онлайн-платформ».